# Stelio Teselli
Stelio Teselli (Verona, 20 gennaio 1914 – Coscuma, 19 gennaio 1939) è stato un militare italiano, decorato di Medaglia d'oro al valor militare alla memoria nel corso della guerra di Spagna.

## Biografia
Nacque a Verona il 20 gennaio 1914, figlio di Alfredo e Elisa Lecchio. Studente universitario presso la facoltà di filosofia dell'università di Padova,  nel 1936 fu arruolato nel Regio Esercito venne ammesso a frequentare il corso allievi ufficiali presso il 6º Reggimento fanteria "Aosta". Nominato aspirante nel 79º Reggimento fanteria "Roma" alla fine dello stesso anno, e sottotenente dal 1º aprile 1937, nel febbraio dell'anno successivo fu trattenuto in servizio attivo a domanda e quattro mesi dopo, partì volontario per combattere nella guerra di Spagna. Sbarcato a Siviglia il 1º luglio 1938, venne assegnato alla compagnia arditi del battaglione "Laredo", inquadrato nella Divisione "Frecce Nere" del Corpo Truppe Volontarie. Decorato con una medaglia d'argento al valor militare a Juneda, il 4 gennaio 1939, rimase gravemente ferito il 17 gennaio 1939 a Quota 821 di Coscuma (Igualada) e decedette due giorni dopo nella Sezione di sanità. Con Regio Decreto del 6 giugno 1940 fu insignito della medaglia d'oro al valor militare alla memoria. L'università di Padova gli conferì alla memoria la laurea ad honorem in lettere e filosofia. Una via di Verona e una di Padova portano il suo nome.

### Fonti
1. 1 2 3 4  Combattenti Liberazione.
2. ↑   Bollettino ufficiale delle nomine, promozioni e destinazioni negli ufficiali e sottufficiali del R. esercito italiano e nel personale dell'amministrazione militare, 1940,  p. 6937. URL consultato il 12 marzo 2022.
3. 1 2 3  Graziuso 2014, p. 57.
4. ↑  Medaglie d'oro al valor militare sul sito della Presidenza della Repubblica
5. ↑  Registrato alla Corte dei conti il 28 giugno 1940, registro 22 guerra, foglio 305.